# Zaljubljen v tri oranže (opera)
Sergej Prokofjev: Zaljubljen v tri oranže, opera v 4 dejanjih, op. 33 (1919).
- krstna izvedba: 30. december 1921, Chicago
- snov: Carlo Gozzi
- libreto: Sergej Prokofjev

## Operne vloge
- kralj Tref, vladar izmišljene dežele (bas)
- princ, Trefov sin (tenor)
- princesa Klariče, kraljeva nečakinja (alt)
- Leander, prvi minister (bas)
- Truffaldino, šaljivec (tenor)
- Pantalon, kraljev zaupnik (bariton)
- mag Čelij, kraljev zaščitnik (bas)
- Fata Morgana, čarovnica, Leandrova zaščitnica (sopran)
- Linetta, ena izmed treh princes v oranžah (mezzosopran)
- kuharica Kreonta (bas)
- Farfarello, hudič (bariton)
- Smeraldina, Arabka (mezzosopran)

- čudaki, komiki, liriki, zdravniki, tragiki, pijanci, sluge, pošasti, princese, puhloglavci...

## Vsebina

### Prolog
Prolog je zasnovan kot »gledališče v gledališču«: v ložah sedijo »poslušalci«, ki zahtevajo vsak zase primerno igro; komiki si želijo komedij, tragiki tragedij, liriki bi radi romantične lirične drame, puhloglavci pa kvantaško in norčavo burko. Medsebojne prepire prekinejo čudaki, ki se počutijo poklicane, da priredijo dotično predstavo. Tako napovejo igro »Zaljubljen v tri oranže«, dvigne se (druga) zavesa, napovedovalec pa objavi: »Kralj Tref žaluje, ker je princ nevarno zbolel. Diagnoza: hipohondrija«.

### 1. dejanje
- Dvor kralja Trefa: Senilni in dobrodušni kralj Tref in njegov še senilnejši zaupnik Pantalon se pojavita na odru, zaskrbljena sta zaradi prinčeve bolezni. Pantalon se končno spomni na Truffaldina, dvornega norca, ki bi morda lahko spravil princa v smeh. Truffaldino vidi v tem smisel in predlaga vesele in razvratne igre, njegovi ideji se pridružijo tudi čudaki, ki so medtem zlezli v svoje lože, od tam prigovarjajo kralju, naj zavoljo prinčevega zdravja priredi takšno zabavo. Kralj ukaže prvemu ministru Leandru, naj izvrši povelje, vendar mu le-ta ugovarja; po njegovem mnenju naj to ne bi koristilo princu. (Leander je kraljev tihi nasprotnik, ker bi s princeso Klariče rad zasedel prestol.) Zaradi nasprotovanja se tako med kraljem in ministrom začne boj, med zatemnitvijo, bliskanjem in grmenjem se na odru prikažeta še mag Čelij (kraljev zaščitnik) in Fata Morgana (Leandrova zaščitnica), ki se za svoja varovanca bojujeta tako, da igrata karte. Igro dobi Fata Morgana.
- Na dvoru: Čudaki so nezadovoljni, ker hočejo zmago dobrega nad zlim, Leander pa s princeso Klariče kuje načrte za kraljevo in prinčevo pogubljenje. Princu med hrano vmeša slabe verze in ga pita z njimi, čeprav ga Klariče prepričuje, naj ga ubije s kroglo ali z opijem. Njun pogovor sliši Smeraldina (Arabka).

### 2. dejanje
- Prinčeva spalnica: Truffaldino brez upa zmage spravlja princa v smeh, iz njegovega kašlja je razvidno, da je zastrupljen s slabimi verzi, s katerimi ga hrani Leander. Iz svojih lož tako planejo komiki in zahtevajo več smeha. Truffaldino zaman skuša spraviti princa na noge, nato pa v besu vrže vsa zdravila skozi okno, našeška princa, ga zavije v kožuh in ga odnese na zabavo.
- Dvorana na dvoru: Truffaldino se pred zbranimi dvorjani spet zaman trudi, da bi z norčijami nasmejal princa. Nenadoma v dvorano stopi Fata morgana, preoblečena v beračico, ki pa jo Truffaldino napade in vrže na tla. Temu se princ nasmeje, zaradi tega vsi prisotni od veselja zaplešejo, besna Fata Morgana pa nato začara princa, da se zaljubi v tri oranže, ki jih v daljni deželi straži grozna kuharica Kreonta. Zaljubljeni princ se s Truffaldinom takoj napoti v daljno deželo, čeprav ga skušata kralj in Pantalon zadržati (vendar, če bi ostal doma, bi ponovno zbolel). V Kreontino deželo ju z mehom odpihne hudič Fanfarello.

### 3. dejanje
- Puščava: tu sedi mag Čelij, ki čaka na hudiča Fanfarella, da bi ga vprašal, kje sta princ in Truffaldino. Končno ju zagleda, vendar ju ne more pregovoriti, naj ne hodita na pot. Zato princu izroči čarobno pentljo, ki mu naj bi pomagala v konfliktu s strašno kuharico Kreonto. Hkrati oba posvari, naj oranž ne olupita tam, kjer ni vode, sicer ju bo doletela nesreča. Fanfarello nato odpiha oba popotnika do
- Kreontine kuhinje, kjer so tri oranže. Kreonta grozi Truffaldinu s kuhalnico, vendar jo le-ta zamoti s čarobno pentljo. Medtem princ ukrade vse tri oranže. S Truffaldinom zbežita.
- Puščava: Popotnika sta žejna in omagana komaj še lahko nosita tri oranže, ki postajajo vedno težje. Princ zaspi, Truffaldino pa se hoče odžejati in z mečem načne dve oranži. Iz vsake stopi na smrt žejna princeska, zato Truffaldino zbeži. Ko se princ zbudi, zagleda dve mrtvi deklici. V strašanski žeji princ načne še tretjo oranžo, iz nje stopi še treja princeska, ki bi prav tako umrla od žeje, če ne bi iz svojih lož z vedrom vode priskočili čudaki. Tako ostane lepa princeska Linetta živa, princ pa se zaljubi vanjo. Odhiti naprej, da bi kralja Trefa seznanil s situacijo, medtem pa Arabka Smeraldina po ukazu Fate Morgane začara Linetto v podgano, sama pa se izdaja za princeso. Ko jo princ zagleda, jo hoče napoditi, vendar je zaradi dane kraljevske besede ne sme. Tako namesto princeske vodi na prestol Smeraldino, Klariče in Leander pa si maneta roke.

### 4. dejanje
- Dvor : Čelij in Fata Morgana si očitata, da v boju za usodo Trefovega kraljestva ne uporabljata poštenih sredstev. Spet je Fata Morgana močnejša, vendar njene načrte prekrižajo čudaki, ki jo zaprejo v svoj stolp. Princ in Arabka se v poročnem sprevodu približujeta prestolu, na njem pa sedi podgana. Kralj ukaže vojakom, naj jo ustrelijo, ob strelu pa se podgana spremeni v princeso. Kralj sprevidi zarotnike (Leander, Klariče in Smeraldina) in jih hoče kaznovati, vendar jih reši Fata Morgana. Skupaj se pogreznejo v zemljo.